# Magnetizovaná voda
Magnetizovaná voda (též magnetická voda, správně magneticky upravená voda) je pseudovědecký pojem označující vodu, která prošla magnetickým polem. Podle zastánců má mít magneticky zpracovaná voda blahodárné účinky na zdraví prakticky po všech stránkách. Po chemické a fyzikální stránce ale při takovéto úpravě vody dochází jen k mírnému změkčení, což je významné jen u velmi tvrdé vody za použití extrémně silných magnetických polí.
Hodnocení biologických účinků takto upravené vody se liší, podle některých autorů jsou účinky zcela neprokázané, podle jiných existují subtilní účinky na mikrobiologické úrovni. Pozitivní vliv na lidské zdraví je neprokázaný, existují i obavy z toho, že dlouhodobé pití magneticky upravené vody může způsobit zdravotní problémy.
Po technické stránce se magnetizovaná voda připravuje vložením magnetu do vody, navléknutím magnetického kroužku na kohoutek nebo připevněním magnetu na přívodní trubku, kterou voda přitéká, nebo speciálními přístroji.

## Metody propagace výrobků
Propagátoři magnetizace vody ve svých prezentacích používají typických pseudovědeckých triků: například používají známé a jasně definované pojmy ve zcela nových a nelogických souvislostech nebo tvrdí, že určitá studie potvrdila prospěšnost využívání magnetizované vody, ačkoli ta se magnetizované vody vůbec netýkala, nebo její metody nebo závěry byly značně neurčité nebo pochybné.
Zaštiťují se také atesty státních orgánů, které vydávají za potvrzení toho, že jejich výrobek má uváděné účinky; ve skutečnosti tyto atesty pouze potvrzují, že výrobek odpovídá požadavkům technických předpisů (zákony, vyhlášky, státní normy apod.).